# Дорошенко Віталій Панасович
Віталій Панасович Дорошенко (нар. 13 квітня 1939, село Хоцьки, тепер Бориспільського району Київської області) — український будівельник, голова правління, генеральний директор ВАТ «Домобудівний комбінат № 3» міста Києва. Дійсний член (академік) Української академії наук та Академії будівництва України, заслужений будівельник України. Кандидат у члени ЦК КПУ в 1986—1990 роках.

## Біографія
Народився в селянській родині. Закінчив середню школу, Ржищівський будівельний технікум Київської області.
Служив у Радянській армії.
Вищу освіту здобув на факультеті промислового та цивільного будівництва Київського будівельного інституту.
З 1966 року — майстер монтажної дільниці домобудівного комбінату № 3 міста Києва. Потім працював виконробом, начальником дільниці, головним інженером будівельно-монтажного управління (БМУ) № 2, начальником будівельно-монтажного управління (БМУ) № 1 міста Києва.
Член КПРС з 1977 по 1991 рік.
З травня 1992 року — голова правління, генеральний директор ВАТ «Домобудівний комбінат № 3» міста Києва.
Автор і співавтор п'яти наукових праць з питань будівництва. 
Потім — на пенсії в місті Києві.

## Нагороди та відзнаки
- орден «За заслуги» ІІ ступеня
- орден «За заслуги» ІІІ ступеня
- медаль «За трудову відзнаку»
- медалі
- почесна грамота Кабінету Міністрів України
- почесна грамота Верховної Ради України
- «Знак пошани» Київського міського голови
- заслужений будівельник України
- лауреат премії імені академіка Буднікова
- лауреат премії УАН імені Патона